# Ґміна Пасічна
Ґміна Пасєчна — колишня сільська ґміна Станиславівського повіту часів Станиславівського воєводства Польської республіки (1934—1939 рр.) і Крайсгауптманшафту Станіслав — складової частини Дистрикту Галичина (1941—1944 рр.). Центром ґміни було село Пасічна (тепер — мікрорайон Івано-Франківська).
Ґміну Пасічна було утворено 1 серпня 1934 р. у межах адміністративної реформи в ІІ Речі Посполитій із тогочасних сільських ґмін: Загвіздя, Павелче, Пасічна, Пациків, Рибно, Угринів Горішній, Угринів Долішній, Угринів Шляхотський, Ямниця.
17 січня 1940 р. ґміна була ліквідована, а територія увійшла до новоствореного Станіславського району. Ґміна була відновлена на час німецької окупації з липня 1941 р. до липня 1944 р.